# 辺境都市の育成者
『辺境都市の育成者』（へんきょうとしのいくせいしゃ）は、七野りくによる日本のライトノベル。イラストは福きつねが担当している。元はカクヨムにて2017年10月から連載されたオンライン小説で、第3回カクヨムWeb小説コンテストの異世界ファンタジー部門特別賞を受賞、その後富士見ファンタジア文庫（KADOKAWA）より2020年7月から2022年7月まで書籍化刊行された。
メディアミックスとして、日高が作画を担当するコミカライズ版が『ComicWalker（現・カドコミ）』（KADOKAWA）にて2021年3月から連載中。また、レベッカ役を早見沙織が担当したPVが配信された。
『公女殿下の家庭教師』は『辺境都市の育成者』の何年後の話。

## あらすじ
2年前に王国を飛び出し、帝国の辺境都市ユキハナで冒険者となった少女レベッカは、半年前から階位が上がらず冒険者として伸び悩んでいた。あるとき、レベッカはギルドからの依頼で訪れた廃教会にて、育成者を自称する青年ハルと出会う。ハルが「育成者の教え子である冒険者は皆、今や大陸中に名を響かせている」という噂に違わない実力を持つことを確信したレベッカは、ハルの指導を受けることを決める。

## 既刊一覧

### 小説
- 七野りく（著）・福きつね（イラスト）、KADOKAWA〈富士見ファンタジア文庫〉、全6巻
  - 『辺境都市の育成者 始まりの雷姫』 2020年7月17日発売[4]、ISBN 978-4-04-073543-6
  - 『辺境都市の育成者2 再来の宝玉』 2020年12月19日発売[5]、ISBN 978-4-04-073544-3
  - 『辺境都市の育成者3 迷宮の蒼薔薇』 2021年4月20日発売[6]、ISBN 978-4-04-074070-6
  - 『辺境都市の育成者4 星落の魔女』 2021年8月20日発売[7]、ISBN 978-4-04-074071-3
  - 『辺境都市の育成者5 神降りし英雄』 2022年1月20日発売[8]、ISBN 978-4-04-074332-5
  - 『辺境都市の育成者6 伝説の育成者』 2022年7月20日発売[9]、ISBN 978-4-04-074611-1

### 漫画
- 日高（著）・七野りく（原作）・福きつね（キャラクター原案） 『辺境都市の育成者』 KADOKAWA〈電撃コミックスNEXT〉、全6巻
  1. 2021年9月27日発売[10]、ISBN 978-4-04-913979-2
  2. 2022年4月27日発売[11]、ISBN 978-4-04-914382-9
  3. 2023年2月25日発売[12]、ISBN 978-4-04-914905-0
  4. 2023年9月27日発売[13]、ISBN 978-4-04-915266-1
  5. 2024年5月27日発売[14]、ISBN 978-4-04-915756-7
  6. 2025年6月26日発売[15]、ISBN 978-4-04-916254-7